# Armin Gigović
Armin Gigović (* 6. April 2002 in Lund) ist ein bosnisch-schwedischer Fußballspieler, der aktuell beim BSC Young Boys unter Vertrag steht. Seit Januar 2023 war er schwedischer Nationalspieler, wechselte im Juni 2024 aber den Verband und ist seitdem bosnisch-herzegowinischer Nationalspieler.

## Karriere

### Verein
Der im südschwedischen Lund geborene Armin Gigović begann bei Landskrona BoIS mit dem Fußballspielen und im Sommer 2017 wechselte er in die Jugendabteilung des Helsingborgs IF. Am 15. Juli 2019 (15. Spieltag) debütierte er beim 1:0-Heimsieg gegen IK Sirius mit 17 Jahren in der höchsten schwedischen Spielklasse, als er in der 75. Spielminute für David Boysen eingewechselt wurde. Am 4. August 2019 unterzeichnete der Mittelfeldspieler seinen ersten professionellen Vertrag bei den Röe. Kurz darauf entwickelte er sich erfolgreich zum Stammspieler, wodurch er das Spieljahr 2019 mit 14 Ligaeinsätzen und einer Vorlage beenden konnte.
Mit seinen starken Leistungen wurde er rasch als eine der größten schwedischen Hoffnungen für die Zukunft angesehen und erweckte sogleich das Interesse größerer europäischer Vereine. Vor der darauffolgenden Saison 2020 erklärte er jedoch öffentlich, dass er plane vorerst bei Helsingborgs bleiben zu wollen. Auch in dieser Spielzeit hielt er seinen Status als Starter inne und am 6. Juli 2020 (6. Spieltag) gelang ihm beim 2:2-Unentschieden gegen den Djurgårdens IF sein erstes Tor im Profifußball.
Am 15. Oktober 2020 schloss sich Gigović dem russischen Erstligisten FK Rostow an, wo er einen Fünfjahresvertrag unterzeichnete. Doch schon anderthalb Jahre später wurde er auf Grund des Russischen Überfalls auf die Ukraine im März 2022 zurück an Helsingborgs IF verliehen. Nach einer weiteren Leihe in die höchste dänische Spielklasse zu Odense BK und anschließend zum FC Midtjylland, mit denen er die dänischene Meisterschaft 2024 gewinnen konnte, wechselte Gigović zur Saison 2024/25 fest zum Bundesligisten Holstein Kiel.
Mitte August 2025 wechselte Gigović zum BSC Young Boys, wo er einen Vertrag bis Sommer 2029 unterschrieb.

### Nationalmannschaft
Im Mai 2019 nahm er mit der schwedischen U-17-Nationalmannschaft an der U17-Europameisterschaft 2019 in Irland teil und bestritt dort alle drei Gruppenspiele der Auswahl. Im Anschluss kam er auch in der U19 zum Einsatz und seit Oktober 2020 ist er für die U-21 aktiv. Dort schoss er im EM-Qualifikationsspiel am 8. Oktober 2021 beim 3:1-Sieg über Montenegro seinen ersten Treffer für die Auswahl. Beim 2:1-Sieg über Island im Freundschaftsspiel am 12. Januar 2023 debütierte Gigović für die schwedische Fußballnationalmannschaft. Es folgte im Januar 2024 ein weiterer Einsatz im Freundschaftsspiel gegen Estland. Nachdem Nationaltrainer Sergej Barbarez seine Absicht bekundet hatte, Gigović für die bosnisch-herzegowinische Fußballnationalmannschaft nominieren zu wollen, entschloss dieser sich zu einem Verbandswechsel. Dieser Verbandswechsel war möglich, da Gigović nur Freundschafts- und keine Pflichtspiele absolviert hatte. Bei der 0:3-Auswärtsniederlage gegen England am 3. Juni 2024 stand Gigović in der Startelf und kam so bis zu seiner Auswechslung zu seinem ersten Länderspieleinsatz für Bosnien-Herzegowina.